# Kostel svatého Šimona a Judy (Skřipel)
Kostel svatého Šimona a Judy stojí v centru obce Skřipel (okres Beroun). Pozdně barokní stavba z konce 18. století je obklopena hřbitovem a spolu s márnicí ohrazena hřbitovní zdí. Celý areál je chráněn jako kulturní památka České republiky.

## Historie
Původně stál v těchto místech kostel svatého Jana Křtitele románského původu, který je doložen již roku 1233. Až do roku 1741 byl kostelem farním. Faráře sem dosazoval opat Ostrovského kláštera, po zániku kláštera spadal pod správu benediktýnů ze Svatého Jana pod Skalou. Při kostele byl založen malý benediktýnský ženský klášter, opuštěný v roce 1630. Dále kostel spravovali světští duchovní, ale postupně chátral a pustl. Jeho úlohu později převzal nový kostel v sousedním Osově, kam byly přeneseny v roce 1737 zvony a křtitelnice. V roce 1768 byl zbořen. Stávající kostel byl postaven na náklady Jana Adolfa z Kounic, tehdejšího majitele osovského panství. Původně byl považován za hřbitovní kapli, v roce 1787 zde konzistoř povolila i konání mší. Vysvěcen byl roku 1794. Opravy kostela proběhly v roce 1939 (střecha) a potom v 90. letech 20. století (střecha a fasáda). Pravidelné bohoslužby se v kostele již nekonají. Obec Skřipel podala žádost na Arcibiskupství pražské o bezúplatný převod areálu do svého majetku.

## Architektura a interiér
Kostel je jednolodní, s vížkou ve vstupním průčelí a se čtvercovým zaobleným presbytářem. Průčelí s portálem a oknem je zdobené plochými pilastry a zakončené římsou se štítem. Další fasády jsou členěny vpadlými poli a okny ve štukových rámcích. Pilastry uvnitř nesou plackové klenby a konchu apsidy. Klenbu lodi zdobí štukový ornament, klenbu presbytáře nové nástěnné obrazy Madony a světců.
Hlavní oltář je raně barokní asi z roku 1682. Byl sem přenesen ze hřbitovního kostelíka na Zvíkově. Na nástavci oltáře byly původně pozdně gotické sošky Krista Trpitele, Panny Marie a svatého Jana Evangelisty, které se ztratily v 90. letech 20. století. V lodi jsou dva protějškové barokní rámové oltáře s novějšími sochami Nejsvětějšího Srdce Páně a Panny Marie Lurdské

## Okolí
Hřbitov kolem kostela byl používán pro zemřelé z okolních vsí do roku 1877, poté ho nahradil nový hřbitov pod kostelem v Osově. Po stranách vchodu jsou do hřbitovní zdi zasazeny tři staré náhrobní kameny z 16. století z původního kostela. V kaplovitých výklencích se zachovaly nepatrné zbytky fresek. Márnice pochází ze stejné doby jako kostel a hřbitov. Dnes je užívaná jako kostnice, k uskladnění kostí ze zrušeného hřbitova (v šachtě pod podlahou je údajně 300 pytlů vykopaných kostí). Uvnitř je částečně zachovaná freska Nanebevstoupení Páně.